# 1. Wiener Neustädter Sportclub
|  | No s'ha de confondre amb 1. Wiener Neustädter SC (2008). |

L'1. Wiener Neustädter Sportclub fou un club de futbol austríac de la ciutat de Wiener Neustadt, Baixa Àustria.

## Història
El club va ser fundat l'any 1908 per alguns estudiants vienesos: Emmerich Sommer, Franz Eichler, Julius Bendek, Alois i Hans Meszaros. El club fou campió d'Àustria amateur l'any 1936 i finalista de la Copa la temporada 1964-65, fet que li permeté participar en la Recopa d'Europa de la temporada 1965-66.
L'any 2008 decidí fusionar-se amb el FC Magna Wiener Neustadt, que es convertí en Sportclub Wiener Neustadt l'1 de juliol de 2009. L'1. Wiener Neustädter SC fou dissolt oficialment el 27 d'abril de 2010.

## Palmarès
- Campionat d'Àustria amateur: 1
  - 1936
- Campionat de Staatsliga B: 1
  - 1958-59
- Regionalliga: 2
  - 1962-63, 1992-93
- Campionat VAFÖ de la Baixa Àustria: 8
  - 1922-23, 1923-24, 1924-25, 1925-26, 1935-36, 1936-37, 1945-46, 1949-50
- Campionat de 1. Klasse: 1
  - 1934-35
- Campionat de Niederdonau grup B: 1
  - 1941-42
- Campionat VAFÖ de la Baixa Àustria: 2
  - 1928-29, 1932-33

## Partits a Europa
| Temporada | Torneig                   | Ronda | País | Club         | Local | Visitant | Global |
| --------- | ------------------------- | ----- | ---- | ------------ | ----- | -------- | ------ |
| 1965-66   | Recopa d'Europa de futbol | 1     |      | Stiinta Cluj | 0-1   | 2-0      | 1-2    |

## Futbolistes destacats
Jugadors que han estat seleccionats amb la selecció austríaca mentre jugaven al club:
- Rudolf Pichler (2)
- Oskar Kohlhauser (1)